# 1258

## Esdeveniments

### Països Catalans
- Les forces de Jaume I sufoquen la segona revolta mudèjar d'al-Azraq, al sud del Regne de València.
- Barcelona: Carta Consular (Carta consulatius riparie Barchinone), precursora del Consolat de Mar.
- 11 de maig, Tractat de Corbeil, que defineix la frontera entre el Principat i França entre Salses i Leucata.[1]

### Món
- Gran erupció volcànica a Mèxic, els efectes de la qual s'observen a tot el planeta
- Els flagel·lants recorren Itàlia amb els seus cants penitencials[2]
- Els nobles anglesos obliguen el rei Enric III d'Anglaterra a signar les provisions d'Oxford, antecedent de la primera constitució mundial
- Els mongols assetgen i saquegen Bagdad, capital del Califat Abbàssida